# 貝德福德公園林蔭路-雷曼學院車站
貝德福德公園林蔭路-雷曼學院車站（英語：Bedford Park Boulevard–Lehman College station），曾名為「貝德福德公園林蔭路-200街車站」（英語：Bedford Park Boulevard–200th Street station），是紐約地鐵IRT傑羅姆大道線的一個慢車地鐵站，位於布朗克斯貝德福德公園林蔭路（舊200街）及傑羅姆大道交界，設有4號線（任何時候停站）列車服務。

## 車站結構
| 月台層 | 側式月台 | 側式月台                                              |
| 月台層 | 北行慢車 | ← 往伍德羅恩 (莫肖盧公園道)                           |
| 月台層 | 尖峰快車 | → 無定期服務                                          |
| 月台層 | 南行慢車 | → 往皇冠高地-猶提卡大道 (深夜往新地段大道) (王橋路) → |
| 月台層 | 側式月台 |                                                       |
| 夾層   | 夾層     | 閘機、車站詢問處、Metrocard自動售票機                 |
| Ground | 街道層   | 出入口                                                |

此站設有兩個側式月台和三條軌道。中央軌道一般不營運。貝德福德公園林蔭路-200街車站於1918年4月15日作為IRT傑羅姆大道線最後延長至伍德羅恩的一部分啟用 。
傑羅姆車廠與匯集車廠位於車站以西，往傑羅姆車廠的軌道位於車站北端。匯集車廠設有一條單線軌道連接車站以南的南行慢車軌道。匯集車廠是少數連接IRT與IND分部的地方。
車站於2006年夏天至秋天翻新。此時，街道層的夾層範圍和月台亦進行翻新。月台安裝了黃色月台邊緣警告條，而位於付費區內的IRT方向指示牌則被保留。
2009年10月26日至12月11日，一個試點計劃將早上繁忙時間制定為五班南行4號線列車以快車行駛。雖然此站並非設計為快車地鐵站，快車以車站以南一個轉轍器轉往快車軌道。

## 外部連結
- 维基共享资源上的相關多媒體資源：貝德福德公園林蔭路-雷曼學院車站
- nycsubway.org—IRT Woodlawn Line: Bedford Park Boulevard
- nycsubway.org — Community Garden Artwork by Andrea Dezsö (2006) （页面存档备份，存于）
- Station Reporter — 4 Train
- The Subway Nut — Bedford Park Boulevard–Lehman College Pictures （页面存档备份，存于）
- MTA's Arts For Transit — Bedford Park Boulevard–Lehman College (IRT Jerome Avenue Line)
- Bedford Park Boulevard entrance from Google Maps Street View （页面存档备份，存于）
- Platforms from Google Maps Street View